# Gemeine Gabelzunge

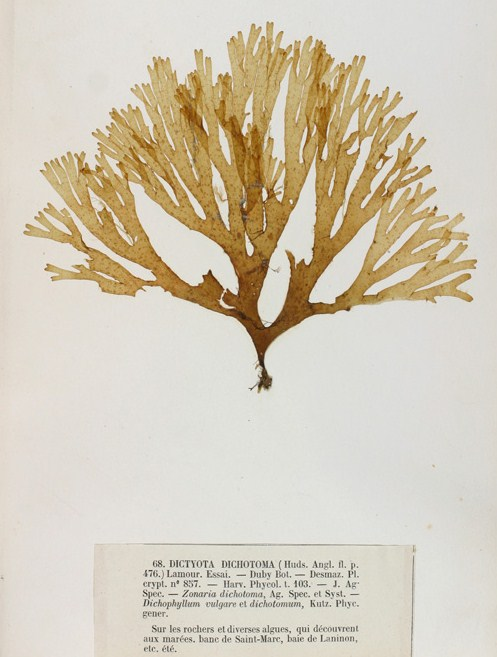
Exemplar mit breiten Zweigen

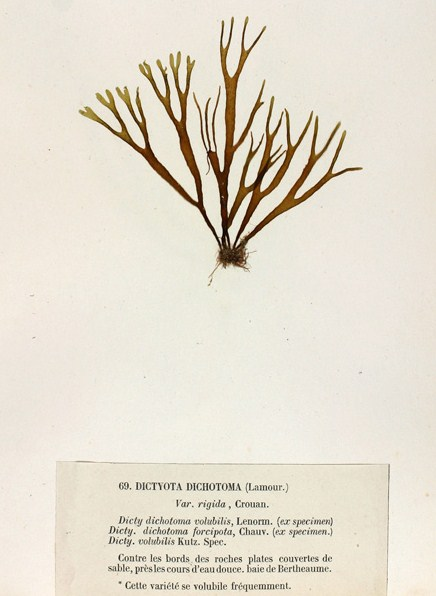
Exemplar mit schmalen Zweigen

Die Gemeine Gabelzunge (Dictyota dichotoma) ist eine Braunalge aus der Gruppe der Dictyotales. Sie ist fast weltweit an den Meeresküsten verbreitet und kommt auch in der Nordsee vor.

## Beschreibung
Die Gemeine Gabelzunge besitzt einen buschigen, gelbbraunen bis olivbraunen Thallus, der 10 bis 15 (selten bis 35) Zentimeter hoch wird. Er besteht aus ganz regelmäßig gabelig verzweigten flachen Bändern von 2 bis 15 (selten bis 30) Millimeter Breite. Sie sind im Aussehen sehr variabel, so können sie spiralig verdreht oder flach sein, und an der Spitze stumpf-abgerundet enden oder leicht spitz zulaufen.
Die dichotome Verzweigung kommt zustande, indem sich die Scheitelzelle am Thallusende längs teilt. Der Thallus besteht aus einem inneren Gewebe aus großen Zellen zwischen zwei äußeren Rindenschichten aus kleinen Zellen.

## Entwicklungszyklus
Der Generationswechsel der Gemeinen Gabelzunge weist zwei gleichgestaltete (isomorphe) Generationen auf. Die Sporophyten sind aber schmalbandiger als die Gametophyten. Die Fortpflanzungsorgane sind über die ganze Thallusfläche (mit Ausnahme des Randes) verteilt, die dadurch fein punktiert wirkt. Der Sporophyt setzt unbewegliche Sporen frei. Diese wachsen zu männlichen und weiblichen Gametophyten heran, auf denen die Eizellen beziehungsweise Spermatozoiden entstehen.

## Vorkommen
Die Gemeine Gabelzunge ist weltweit an den Meeresküsten verbreitet. Im Atlantik kommt sie von Skandinavien bis zu den Kanarischen Inseln und Westafrika vor sowie von der Karibik bis nach Brasilien. Sie gedeiht auch im Mittelmeer. Ihr Areal umfasst ebenfalls Küsten im Pazifik (Japan, China, Chile), im Indischen Ozean, vor Australien und Neuseeland sowie in der Subantarktis.
In der Nordsee wurde die Art bei Helgoland und im Nordfriesischen Wattenmeer nachgewiesen. Während sie bei Helgoland in den 1930er Jahren noch reichlich vorkam, wurde sie bis zu den 1980er Jahren immer seltener. Nachdem sie für einige Jahrzehnte verschwunden war, trat sie ab 1999 wieder auf. Die Ursachen für diese starken Schwankungen der Bestände sind nicht bekannt.
Die Gabelzunge wächst auf festem Untergrund von der mittleren bis unteren Gezeitenzone bis zum Sublitoral. Selbst in mehr als 50 Metern Tiefe wurde sie noch gefunden.

## Systematik
Die Erstbeschreibung der Art erfolgte 1762 durch William Hudson unter dem Namen Ulva dichotoma (in: Flora anglica, S. 476). Jean Vincent Félix Lamouroux stellte die Art 1809 in die Gattung Dictyota. Dictyota dichotoma ist die Typusart dieser Gattung.
Die Art wurde zeitweise anderen Gattungen zugeordnet und als Dichophyllium dichotomum (Hudson) Kützing, Fucus dichotomus (Hudson) Bertolini, Haliseris dichotoma (Hudson) Sprengel, Ulva dichotoma Hudson und Zonaria dichotoma (Hudson) C. Agardh bezeichnet. Außerdem gibt es zahlreiche weitere Synonyme: Dictyota acuta Kützing, Dictyota acuta var. patens Kützing, Dictyota aequalis var. minor Kützing, Dictyota apiculata J. Agardh, Dictyota areolata Schousboe, Dictyota attenuata Kützing, Dictyota complanata Schousboe ex Bornet, Dictyota elongata Kützing, Dictyota latifolia Kützing, Dictyota rotundata J. V. Lamouroux, Dictyota setosa Duby, Dictyota volubilis Kützing, Neurocarpus annularis Schousboe, Neurocarpus areolatus Schousboe, Zonaria rotundata (Lamouroux) C. Agardh und Fucus zosteroides J. V. Lamouroux.

## Nutzung
Taucher können die Gemeine Gabelzunge zum Abreiben ihrer Tauchmasken verwenden, wodurch das Beschlagen der Gläser verhindert werden soll.